# 北京市雙河農場
北京市雙河農場，因音河、阿伦河两河流经而得名。位於黑龍江省齊齊哈爾市境內，面積約380平方公里。人口1.1万人。面积57万亩，其中约52万亩在甘南县境内，4万余亩在梅里斯达斡尔族区境内。地籍仍属于甘南县与梅里斯达斡尔族区，但土地使用权属于北京市人民政府，也是中國離母體最遠的飛地（距離北京市的直線距離1060公里）。在北京市和齐齐哈尔市内分别设有农场办事处。在齐齐哈尔站设有铁路专用线。耕地40多万亩。近30个职工住区。下属20个生产队，10个企业，10个部室，共计40个单位。

## 歷史
前身是1956年5月22日首批65人开始建设音河農場，隶属于黑龙江省公安厅嫩江分局。1956年6月10日，黑龙江省公安厅甘南开荒队成立。
中共建制初期，北京的監獄和勞教所人滿為患，於是到黑龍江省開闢勞教飛地。最初的北京勞教所設在中蘇邊境的興凱湖，後來中蘇關係緊張，使邊境地區動盪，迫使勞教所回遷北京。1964年9月音河農場由北京市公安局五处接收，改名為北京市地方国营音河農場。
1968年11月10日農場改编为黑龍江生產建設兵團第五師第五十六團，來自上海、天津、哈爾濱、北京等地近8000名知青入場。此時農場歸黑龍江省，與北京市的飛地關係暫告一段落。1969年6月，相邻的阿伦河畜牧场合并到五十六团。1975年12月，兵团撤销，农场下方地方，改名为黑龙江省双河农场，归属黑龙江国营农场总局嫩江农场管理局领导。
文革結束後，勞教制度恢復，在80年代嚴打的背景下，北京監獄再次人滿為患，於是1981年10月雙河農場收歸北京市勞改工作管理局。所有在编职工一律入警。然而此后农场甚至陷入收入连职工工资都无法支付的困境，一度导致生产停止。
2012年5月23日北京市人民政府办公厅发布44号文件，“将双河农场交由首农集体经营管理，将双河地区发展纳入本市经济社会发展规划。通过加快转变发展方式，优化和调整产业结构，强化科技支撑，创新经营机制，用3～5年的时间，使双河农场实现粮食综合生产能力达20万吨以上（比2010年增长50%）；把双河农场建设成为本市重要的商品粮应急供应保障基地、绿色安全有机农产品生产和特供基地、现代农业示范基地；成为我市‘新型远郊区’。”此后，双河农场主要种植水稻、玉米和大豆。
截至2024年，北京市双河教育矫治所和北京市教育矫治局双河办事处仍为北京市监狱管理局下属二级预算单位。